# Spoorlijn 135 (België)
Spoorlijn 135 was een Belgische spoorlijn van Walcourt naar Pavillons. De lijn was 16,2 km lang.

## Geschiedenis
De lijn is in 1848 geopend. In 1855 kwam er een verlenging via spoorlijn 138 naar Florennes-Oost. De lijn is aangelegd op enkelspoor. Het baanvak Walcourt - Rossignol was in praktijk dubbelsporig van 1877 tot 1959 door de parallelle spoorlijn 136.
Het reizigersverkeer is opgeheven op 17 oktober 1954. Goederenvervoer van Morialmé naar Fraire-Humide vond nog plaats tot 1976. Naar Morialmé was tot oktober 1980 nog goederenverkeer.

## Huidige toestand
De lijn is volledig opgebroken, het baanvak Walcourt - Rossignol wordt nog gebruikt als onderdeel van het nieuwe tracé van lijn 132.

## Aansluitingen
In de volgende plaatsen was er een aansluiting op de volgende spoorlijnen:
Walcourt
Spoorlijn 132 tussen La Sambre en Treignes
Spoorlijn 136 tussen Walcourt en Florennes-Centraal
Rossignol
Spoorlijn 136 tussen Walcourt en Florennes-Centraal
Pavillons
Spoorlijn 138 tussen Châtelet en Florennes-Centraal